# Кривенцев Павло Сергійович
Павло Сергійович Кривенцев (каз. Павел Сергеевич Кривенцев, 16 січня 1996, Алмати) — казахстанський футболіст, нападник клубу «Шахтар» з Караганди.

## Кар'єра
Вихованець клубу «Кайрат» з рідного міста Алмати. У 2015—2016 роках Павло грав за резервну команду клубу, а з 2017 став виступати за фарм-клуб «Кайрат-А». Єдиний матч за першу команду «Кайрата» Павло провів у фіналі Кубка Казахстану в 2018 році, замінивши в кінці гри Магомеда Парагульгова, а його команда обіграла «Атирау» 1:0 і здобула трофей.
У сезоні 2019 року Кривенцев виступав за «Кизил-Жар» і допоміг команді посісти 1 місце у Першій лізі та вийти до вищого дивізіону країни, а на початку 2020 року перейшов у «Шахтар» з Караганди, у складі якого і дебютував у Прем'єр-лізі.

## Досягнення
- Володар Кубка Казахстану (1): 2018
- Переможець Першої ліги Казахстану (1): 2019